# حجل رمادي الصدر
سمان رمادي الصدر (الاسم العلمي: Arborophila orientalis) هو نوع من أسرة حجلاوات.